# Babića jezero
Babića jezero je jezero (gorsko oko) u Hrvatskoj.
Nalazi se u vapnenačkom okružju. Plave je boje. Voda je hladna i bistra. Pogodna je za kupače.
Smješten je kod zaseoka Babići kod Ličkog Tiškovca.
Površina iznosi 1.65 ha.

## Vanjske poveznice
- Prirodna bogatstva[neaktivna poveznica]
- Panoramio  Arhivirana inačica izvorne stranice od 12. listopada 2016. (Wayback Machine) Babića jezero
- Panoramio  Arhivirana inačica izvorne stranice od 9. listopada 2016. (Wayback Machine) Plaža za kupače na Babića jezeru